# Quril Küregen
Pour les articles homonymes, voir Küregen.
 (avril 2024).
La mise en forme du texte ne suit pas les recommandations de Wikipédia : il faut le « wikifier ».
Les points d'amélioration suivants sont les cas les plus fréquents. Le détail des points à revoir est peut-être précisé sur la page de discussion.
- Les titres sont pré-formatés par le logiciel. Ils ne sont ni en capitales, ni en gras.
- Le texte ne doit pas être écrit en capitales (les noms de famille non plus), ni en gras, ni en italique, ni en « petit »…
- Le gras n'est utilisé que pour surligner le titre de l'article dans l'introduction, une seule fois.
- L'italique est rarement utilisé : mots en langue étrangère, titres d'œuvres, noms de bateaux, etc.
- Les citations ne sont pas en italique mais en corps de texte normal. Elles sont entourées par des guillemets français : « et ».
- Les listes à puces sont à éviter, des paragraphes rédigés étant largement préférés. Les tableaux sont à réserver à la présentation de données structurées (résultats, etc.).
- Les appels de note de bas de page (petits chiffres en exposant, introduits par l'outil «  Source ») sont à placer entre la fin de phrase et le point final[comme ça].
- Les liens internes (vers d'autres articles de Wikipédia) sont à choisir avec parcimonie. Créez des liens vers des articles approfondissant le sujet. Les termes génériques sans rapport avec le sujet sont à éviter, ainsi que les répétitions de liens vers un même terme.
- Les liens externes sont à placer uniquement dans une section « Liens externes », à la fin de l'article. Ces liens sont à choisir avec parcimonie suivant les règles définies. Si un lien sert de source à l'article, son insertion dans le texte est à faire par les notes de bas de page.
- La présentation des références doit suivre les conventions bibliographiques. Il est recommandé d'utiliser les modèles {{Ouvrage}}, {{Chapitre}}, {{Article}}, {{Lien web}} et/ou {{Bibliographie}}. Le mode d'édition visuel peut mettre en forme automatiquement les références.
- Insérer une infobox (cadre d'informations à droite) n'est pas obligatoire pour parachever la mise en page.

Pour une aide détaillée, merci de consulter Aide:Wikification.
Si vous pensez que ces points ont été résolus, vous pouvez retirer ce bandeau et améliorer la mise en forme d'un autre article.
Kuril Kyuregen ( mongol : Quril Küregen , 中国語) était le seigneur des Ikires, il servit l'Empire mongol au XIIIe siècle. Il était l'arrière-petit-fils de Butu Kuregen, seigneur Ikires qui a servi Gengis Khan, et a été principalement actif dans les batailles au sein de l'empire mongol, telles que la rébellion de Siligi et la rébellion de Nayan-Kadaan. Dans les documents historiques chinois tels que « Yuanshi », il s'écrit hūlián.

## Biographie
Selon « Genshi » Volume 118, Retsuden 5, Butu Biography, Kuril est né comme un enfant de Jakurutin, le roi de Chungjeong, le fils de Huldai, le fils de Butu Kuregen. Avec le temps, Kuril épousa Bayarun, la fille de Mongke, et comme son père, il fut Kuregen (gendre impérial). En 1276, lorsqu'une force dirigée par Tok Temur et Sirigi déclencha la rébellion de Siligi, Kourile fut envoyé sur le plateau mongol au nord en tant que membre de la force de répression de la rébellion. Les Kouriles ont été particulièrement actifs pour repousser l'armée de Tok Temur, et Kublai, qui a été impressionné par cela, a permis aux Kurilles d'épouser Buralki, la petite-fille de Mongke Ka'an, et a également donné aux Kurilles la route de Guangzhou  Guangzhou ) dans le Jiangnan comme nouveau territoire.
Les Kouriles ont également participé à la « Rébellion Nayan-Kadaan » qui a commencé en 1287 et ont été principalement actifs dans la pacification de la « Rébellion Kadaan ». Même après la capture de Nayan , le chef de la rébellion, les Kadaans ne se sont pas rendus à Owong Ursu et ont fui vers le nord le long de l'actuelle rive ouest de la rivière Non. En entendant cela, Kublai a convoqué les Kouriles d'Ikires comme renforts et les a envoyés avec 200 soldats, et l'armée locale Yuan qui a rejoint les Kouriles a finalement vaincu l'armée Kadaan, et l'armée Kadaan est retournée à sa « tanière » (base d'attache). Ils ont été contraints de battre en retraite.
En avril 1288, Kublai décide d'envoyer une nouvelle armée punitive dirigée par son petit-fils Temur à l'armée de Kadaan qui continue de résister et qui rejoint les troupes qui y poursuivent la bataille. Pendant ce temps, l'armée Cadaan était stationnée sur la rivière Tauru et, en août, les deux armées s'affrontèrent dans la plaine située entre la rivière Tauru et son affluent, la rivière Guiller. Kuril, Bek Temul, Hongman, Ri Ting et d'autres seigneurs Ikires ont participé à cette bataille, et bien que Ri Ting ait reçu des blessures par flèche aux cuisses gauche et droite, lui et ses soldats d'élite ont atteint le cours supérieur de la rivière Gwiler. .'', ce qui fit sursauter les chevaux de l'armée Cadaan, et l'armée Yuan en profita pour traverser la rivière d'un seul coup et s'approcher de l'armée Cadaan  L'armée Kadaan a perdu le contrôle de ses chevaux à cause des tirs d'artillerie et n'a pas pu soutenir de l'armée Yuan. La victoire de l'armée a été . La force principale vaincue de l'armée de Cadaan s'est enfuie vers le sud en traversant la rivière Tauru, et les 100 soldats restants ont fui vers les montagnes et les vallées environnantes. Les Kouriles ont dirigé 200 soldats et ont chassé ces soldats vaincus, ignorant les contraintes de Sechegen et d'autres, et les ont tous massacrés. Pour ses réalisations dans cette bataille, Krill a reçu une médaille d'or et des médailles d'argent.
Après cela, il y eut des batailles sporadiques entre l'armée Yuan et l'armée Cadaan de 1288 à 1290, et lors de la bataille de la rivière Urra, les Kouriles combattirent avec une armée de 1 000 soldats. Il lança une attaque de nuit contre l'armée Kadaan et réussit à infliger un coup dur à l'armée ennemie, et pour cet exploit il reçut 50 000 kan, 1 or et 10 argent. Peu de temps après, Kuril mourut et fut  auprès du roi Sho.

## Famille
Selon le volume 118 du Yuanshi, Kourile avait un fils nommé Ašiq (āshī), qui servit principalement l'empereur Temur. Ashiku a également pris part à une grande bataille (bataille de Tekelik) contre l'armée de Kaidu Urus en 1301, et ses troupes ont réussi l'exploit de tirer sur le lieutenant général Dua, dans son genou et de le forcer à battre en retraite  L'Histoire Recueillie, Ogodika'an, qui a été compilée à peu près en même temps que la bataille de Tekerik, déclare : « En l'an 701 [Hijri] (1301-1302), Kaidu, avec le fils de Barak, Dua, dirigea l'armée de Temur-ka'an "Ils ont tous deux été blessés au cours de la bataille et Kaidu est mort des suites de ses blessures. Dua souffre toujours de ses blessures et ne peut pas être soigné."
Asik avait un fils nommé Balasiri (Balaširi ＞八剌しり/bālàshīlǐ), qui épousa également une femme de la famille impériale .

## Famille royale Ikires
- Nokuz, (捏群/niēqún,نکوز/nukūz)
  - Butu Küregen ＞孛禿/bótū,بوتو گورکان/būtū gūrkān
    - Huldai Küregen , roi de Changwuding
      - J̌aqurčin Küregen
        - Yurektei (yuèliètái)
          - Töbetei (Töbetei > tuōbiétái)

        - Quril Kuregen (Kuril Kuregen)
          - Ašiq Küregen >āshi
            - Balaširi Küregen
              - Širap Dorǰi Küregen > shālánduŏér

      - Qutuqtai Qatun

    - Derekei Küregen
      - Buqa > 孛花/bóhua
      - Sögedü (suōgēdōu)
        - Bürilgidei (Bürilgidei)

## Princesse Changkuk
1. 昌国大長公主テムルン(Temülün ＞帖木倫/tièmùlún)…イェスゲイ・バートルの娘で、昌忠武王ブトゥに嫁ぐ
2. 昌国大長公主コアジン・ベキ(Qoačin begi ＞火臣別吉/huŏchénbiéjí,فوجین بیکی/fūjīn bīkī)…チンギス・カンの娘で、テムルンの死後その地位を継いでブトゥに嫁ぐ
3. 昌国大長公主イキレス(Ikires ＞亦乞列思/yìqǐlièsī)…ブトゥの息子デレケイに嫁ぐ
4. 昌国大長公主チャブン(Čabun ＞茶倫/chálún,جابون/jābūn)…チンギス・カンの娘で、イキレスの死後その地位を継いでデレケイに嫁ぐ
5. 昌国大長公主アルトゥン(Altun ＞安禿/āntū)…オゴデイの息子クチュの娘で、ブトゥの息子昌武定王フルダイに嫁ぐ
6. ウルウジン公主(Yesünǰin ＞吾魯真/wúlŭzhēn)…クビライの娘で、デレケイの息子ブカに嫁ぐ
7. 昌国大長公主イェスンジン(Yesünüǰin ＞也孫真/yĕsūnzhēn)…オゴデイの息子クチュの娘で、ブトゥの息子昌武定王フルダイに嫁ぐ
8. ルルカン公主(Luluqan ＞魯魯罕/lŭlŭhǎn)…デレケイの息子ソゲドゥに嫁ぐ
9. ルルン公主(Lulun ＞魯倫/lŭlún)…ルルカンの死後、その地位を継いでデレケイの息子ソゲドゥに嫁ぐ
10. 昌国大長公主バヤルン/(Bayalun ＞伯雅倫/bǎiyǎlún)…モンケ・カアンの娘で、ジャクルチンの息子昌忠宣王クリルに嫁ぐ
11. 昌国大長公主ブラルキ/(Bulargi ＞卜蘭奚/bŭlánxī)…バヤルンの死後、その地位を継いで昌忠宣王クリルに嫁ぐ
12. ブヤンケルミシュ公主(Buyankelmiš ＞普顔可里美思/pŭyánkĕlǐmĕisī)…ソゲドゥの息子ブリルギデイに嫁ぐ
13. 昌国大長公主イリク・カヤ(Ilig qaya ＞益里海涯/yìlǐhǎiyá)…テムル・カアンの娘で、クリルの息子昌王アシクに嫁ぐ
14. 昌国大長公主マイディ(Maidi ＞買的/mǎide)…モンケ・カアンの孫娘で、イリク・カヤの死後にその地位を継いで昌王アシクに嫁ぐ
15. 昌国大長公主エル・カヤ(El qaya  ＞烟合牙/yānhéyá)…アシクの息子昌王バラシリに嫁ぐ
16. 昌国大長公主ウルク(Ürük ＞月魯/yuèlŭ)…バラシリの息子昌王シーラップ・ドルジに嫁ぐ
17. ヌウルン公主(Nu'ulun ＞奴兀倫/núwùlún)…クリルの弟ソロンガに嫁ぐ

## note de bas de page
1. ↑  『元史』巻118列伝5孛禿伝,「忽憐、尚憲宗女伯牙魯罕公主。後脱黒帖木児叛、世祖命忽憐与失列及等討之、大戦終日、脱黒帖木児敗走、帝嘉之、復令尚憲宗孫女不蘭奚公主。宋平、封以広州」
2. ↑  『『元史』巻118列伝5忽憐伝,「忽憐、尚憲宗女伯牙魯罕公主。……乃顔・声剌哈児叛、世祖新征、薛徹堅等与哈答罕屡戦、帝召忽憐至。直薛徹堅等戦於程火失温之地、哈答罕衆甚盛、忽憐以兵二百迎敵、敗之。哈答罕等走度猱河、還其巣穴」
3. ↑  『元史』巻162列伝49李庭伝,「二十五年、乃顔餘党哈丹禿魯干復叛於遼東。詔庭及枢密副使哈答討之、大小数十戦、弗克而還。既而庭整軍再戦、流矢中左脅及右股、追至一大河、選鋭卒、潜負火砲、夜泝上流発之、馬皆驚走、大軍潜於下流畢渡。天明進戦、其衆無馬、莫能相敵、俘斬二百餘人、哈丹禿魯干走高麗死」
4. ↑  『元史』巻131列伝18伯帖木児伝,「車駕親征、駐蹕兀魯灰河、伯帖木児以兵従大夫至貴列児河。哈丹拒王師、伯帖木児首戦卻之、獲其党駙馬阿剌渾、帝悦、以所獲賊将兀忽児妻賜之」
5. ↑  『元史』巻154列伝41洪福源伝,「［洪］万小字重喜……万小字重喜……二十五年、重喜又従玉速帖木児出師、五月、至帖列河、与哈丹禿魯干戦、獲功。至木骨児抄剌、又戦。八月、至貴列河、重喜率兵先渉与戦、勝之」
6. ↑  『元史』巻118列伝5忽憐伝,「忽憐、尚憲宗女伯牙魯罕公主。……逾年夏、帝命忽憐復征之。至曲列児・塔兀児二河之間、大戦、其衆皆度塔兀河遁去。余百人逃匿山谷、忽憐即率兵二百徒歩追之。薛徹堅止之曰『彼亡命者、安得徒行』。忽憐不聴、往殺其衆。薛徹堅以聞、賜金一鋌・銀五鋌」
7. ↑  『元史』巻118列伝5忽憐伝,「又逾年、復往征之、与哈答罕遇於兀剌河。忽憐夜率千人潜入其軍、尽殺之。帝賜鈔五万貫・金一鋌・銀十鋌」
8. ↑  『元史』巻118列伝5孛禿伝,「忽憐薨、贈效忠保徳輔運佐理功臣・太師・開府儀同三司・駙馬都尉・上柱国、追封昌王、諡忠宣」
9. ↑  『元史』巻118列伝5孛禿伝,「子阿失、事成宗。篤哇叛於海都、帝遣晋王甘麻剌並武宗帥師討之。大徳五年、戦哈剌答山、阿失射篤哇、中其膝、擒殺甚多、篤哇号哭而遁、武宗賜之衣」
10. ↑  『元史』巻118列伝5孛禿伝,「子阿失、事成宗。篤哇叛於海都、帝遣晋王甘麻剌並武宗帥師討之。大徳五年、戦哈剌答山、阿失射篤哇、中其膝、擒殺甚多、篤哇号哭而遁、武宗賜之衣。成宗加賜珠衣、封為昌王、置王府官属。仁宗朝、復賜以寧昌県税入。阿失尚成宗女亦里哈牙公主、復尚憲宗曾孫女買的公主。阿失薨、子八剌失里襲封昌王。忽憐従弟不花、尚世祖女兀魯真公主；其弟鎖郎哈、娶皇子忙哥剌女奴兀倫公主、生女、是為武宗仁献章聖皇后、実生明宗」
11. ↑  Simon Berger, « "Une armée en guise de peuple" : la structure militaire de l'organisation politique et sociale des nomades eurasiatiques à travers l'exemple mongol médiéval », Thèse de doctorat en Histoire, Paris, EHESS,‎ 12 décembre 2022 (lire en ligne, consulté le 9 octobre 2023)